# 38669 Michikawa
38669 Michikawa è un asteroide della fascia principale. Scoperto nel 2000, presenta un'orbita caratterizzata da un semiasse maggiore pari a 2,5735585 UA e da un'eccentricità di 0,2538133, inclinata di 2,99189° rispetto all'eclittica.